# Broadcast (banda)
Broadcast é uma banda de música eletrônica, baseado em Hungerford, na Inglaterra (anteriormente com base em Birmingham). Os membros originais foram Trish Keenan (vocalista), Roj Stevens (teclados), Tim Felton (guitarra) e James Cargill (baixo).
Broadcast publicou três albums de estúdio: The Noise Made By People (2000), Haha Sound (2003), Tender Buttons (2005) . A banda teve participação no album Broadcast and the Focus Group Investigate Witch Cults of the Radio Age (2009). O lançamento mais recente da banda foi o album (Trilha sonora) Berberian Sound Studio (2013).
A vocalista Trish Keenan morreu de pneumonia em 14 de janeiro de 2011 aos 42 anos de idade.